# Postăvarul-massivet
Postăvarul-massivet (transsylvansk tysk: Schuler og Schulerberg) er et bjergmassiv i Rumænien; det er en del af de rumænske Karpater, som igen er en del af Karpaterne. Højden på den højeste top, også kaldet Postăvarul, er 1799 meter.
Geografisk ligger Postăvarul-massivet i den sydlige ende af den store bue af de Østlige Karpater. Sammen med det nærliggende Piatra Mare-massiv danner det Bârsei-bjerggruppen, der er nabo til den sydlige side af Țara Bârsei-lavningen (Burzenland).
Poiana Brașov, et af de bedst kendte skisportssteder i Rumænien, ligger på de nordlige skråninger af Postăvarul-bjerget. Bjergets top kan nemt nås fra resortet med svævebane.
45°34′08″N 25°34′03″Ø / 45.56878°N 25.56763°Ø